# Aethes hartmanniana
Aethes hartmanniana es una especie de polilla del género Aethes, categorizada en la tribu Cochylini, de la subfamilia Tortricinae.

## Distribución
Se distribuye por Europa.

## Taxonomía
Fue descrita por Clerck en 1759 y publicada en (Phalaena), Icones Insectorum Rariorum 1: pl. 4, fig. 10.